# غوستاف خان
غوستاف خان (بالفرنسية: Gustave Kahn)‏ هو ناقد أدبي وكاتب وشاعر فرنسي، ولد في 21 ديسمبر 1859 في متز في فرنسا، وتوفي في 5 سبتمبر 1936 في باريس في فرنسا.

## وصلات خارجية
- غوستاف خان على موقع الموسوعة البريطانية (الإنجليزية)